# Isla Hermano del Sur
La isla Hermano del Sur (en inglés: South Brother Island) también conocida como Île du Sud, es una isla de coral de 23 hectáreas en el atolón del Banco Gran Chagos del archipiélago de Chagos. Es una de las tres islas en el grupo de tres hermanos en el lado oeste del atolón, y forma parte de la reserva natural estricta del archipiélago de Chagos. Se ha identificado como un Área Importante para las Aves por la organización BirdLife International debido a su importancia como sitio de cría para las aves marinas, incluyendo las Anous stolidus (con 6.100 parejas reproductoras registradas en un estudio de 2004) y de la misma clase pero Menores (7300 pares). 